# Kvarteret Lychaon

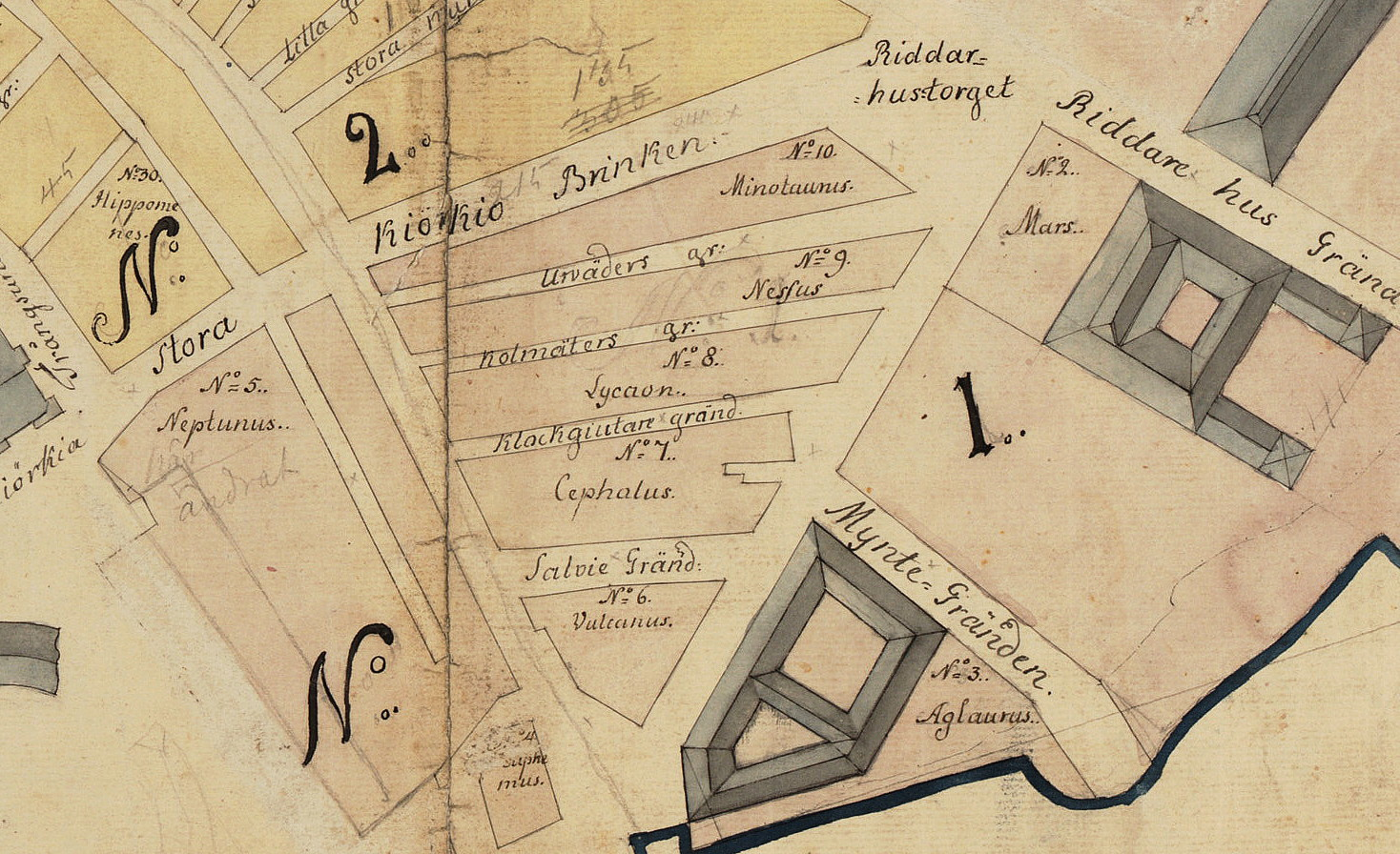
Kvarteren Minotaurus, Nessus, Lychanon och Cephalus 1733 (norr är nertill).

Kvarteret Lychaon var ett kvarter i norra Gamla Stan i Stockholm. Det försvann i samband med byggandet av Kanslihusannexet under senare delen av 1940-talet, då kvarteret Cephalus växte till att omfatta hela området mellan Myntgatan och Storkyrkobrinken. Kvarteret Lychaon omgavs av de nu praktiskt taget försvunna gränderna Klockgjutaregränd och Kolmätaregränd.
Kvartersnamnet syftar på en kung Lykaon i Arkadien, enligt grekisk mytologi.